# Dayami Sánchez
Dayami Sánchez Savón (L'Avana, 14 marzo 1994) è una pallavolista cubana, opposto della Cuneo Granda.

## Caratteristiche tecniche
Gioca principalmente nel ruolo di opposto, disimpegnandosi occasionalmente in quello di schiacciatrice.

## Carriera

### Club
La carriera di Dayami Sánchez inizia nei tornei amatoriali cubani, con la formazione del Ciudad Habana. Nella stagione 2017-18 fa la sua prima esperienza da professionista con il Le Cannet, partecipando alla Ligue A francese. Dopo un periodo di inattività, torna in campo nel campionato 2019-20 con le ungheresi dell'Újpest, in Nemzeti Bajnokság I, ma a metà annata si trasferisce in Corea del Sud per prendere parte alla V-League con le Korea Expressway.
Nella stagione 2020-21 è protagonista in Superliha con il Prometej, conquistando tutti i trofei nazionali, ossia la Supercoppa ucraina, la Coppa d'Ucraina e lo scudetto, mentre nella stagione successiva torna di scena nella massima divisione transalpina, questa volta ingaggiata dal Béziers, trasferendosi poi in Spagna, dove milita per un'annata nella Superliga Femenina de Voleibol, ingaggiata dall'Heidelberg.
Fa poi ritorno all'Újpest nel campionato 2023-24, ma nel corso dell'annata si trasferisce al Târgoviște, con cui è di scena in Divizia A1 e si aggiudica la Coppa di Romania, mentre nel campionato seguente approda nella Serie A1 italia per indossare la casacca della Cuneo Granda.

### Nazionale
Fa parte della nazionale cubana under 20 per un quadriennio, vincendo la medaglia di bronzo al campionato nordamericano 2010; mentre con la nazionale cubana under 23, nel corso di un triennio, vince un bronzo alla Coppa panamericana 2014.
Nel 2014 debutta in nazionale maggiore in occasione della Coppa panamericana e continua a far parte della sua nazionale fino al 2016, vincendo un bronzo ai XXII Giochi centramericani e caraibici e un argento alla NORCECA Champions Cup 2015.

## Palmarès

### Club
- Campionato ucraino: 1

2020-21
- Coppa d'Ucraina: 1

2020-21
- Coppa di Romania: 1

2023-24
- Supercoppa ucraina: 1

2020

### Nazionale (competizioni minori)
- Campionato nordamericano under 20 2010
- Coppa panamericana under 23 2014
- Giochi centramericani e caraibici 2014
- NORCECA Champions Cup 2015